# Guy de Roye
Guy de Roye  (né au début des années 1340, mort le 8 juin 1409) fut un prélat français.

## Biographie

### Famille
Guy de Roye était issu de la Maison de Roye grande famille noble de Picardie. Il était le fils de Matthieu de Roye, grand maître des arbalétriers de France et de Jeanne, dame de Chérizy. Ses frères Jean de Roye, Mathieu de Roye et Dreux de Roye furent conseillers et chambellans du roi Charles VI. Son frère Raoul de Roye fut abbé de l'abbaye Saint-Pierre de Corbie.

### Carrière ecclésiastique
Légiste du roi de France, il s'attacha aux antipapes Clément VII et Benoît XIII. 
Il était évêque de Verdun depuis le 28 mai 1375, lorsqu'il est nommé  évêque de Dol le 27 mai 1381. Il occupe ensuite l'archevêché de Tours (1382-1383) puis 
évêque de Verdun et celui de Sens (1385-1390), puis enfin archevêque-duc de Reims en 1390.
Il se rendait au concile de Pise, en 1409, lorsqu'il fut tué d'un coup d'arbalète à Voltri, près de Gênes, dans une émeute suscitée contre ses gens. 
Il avait fondé à Paris le collège de Reims en face du collège Sainte-Barbe.